# تدلي الحبل السري
تدلي الحبل السري يحدث عندما يخرج الحبل السري إلى خارج الرحم مع أو قبل جزء المجيء من الجنين. هذه حالة نادرة نسبيا وتحدث في أقل من 1٪ من الأحمال. تدلي الحبل شائع أكثر بين النساء اللاتي تعرضن إلى تمزق الكيس السلوي. عوامل الخطورة الأخرى تتضمن عوامل متعلقة بالأم وأخرى متعلقة بالجنين تمنع الجنين من اتخاذ وضعية طبيعية في حوض الأم، مثل الاضطجاع غير الطبيعي للجنين، أو فرط السائل السلوي، أو كون الجنين ذا حجم صغير، أو كونه خديجًا. تكمن الخطورة في حالة تدلي الحبل في أن الضغط على الحبل من الجنين يؤدي إلى انضغاطه مما سيعرّض تدفق الدم إلى الجنين إلى التناقص.
عندما يحدث انخفاض مفاجئ في معدل نبضات قلب الجنين أو يكون تخطيط قلبه غير طبيعي، يجب أن يكون هنالك اشتباه في حدوث تدلي للحبل السري. يعتبر تدلي الحبل السري في طب التوليد حالة طارئة خلال الحمل أو الولادة نظرا لاحتمالية وفاة الجنين وعدة مضعافات أخرى. إرشادات العلاج الحالية تركز على التوليد العاجل، والذي يستلزم إجراء عملية قيصيرية. مع المعالجة الملائمة، في معظم الحالات تكون النتائج الوليدية جيدة.

## تصنيف
هناك ثلاثة أنواع يمكن حدوثها لتدلي الحبل السري:
- تدلي الحبل السري الصريح: نزول الحبل السري قبل جزء المجيء الجنيني. في هذه الحالة، يمر الحبل عبر عنق الرحم ويدخل أو يتعدى المهبل. تدلي الحبل السري الصريح يتطلب حدوث تمزق للأغشية. هذا النوع هو أكثر أنواع تدلي الحبل شيوعا.
- تدلي الحبل السري الخفي: نزول الحبل السري إلى جانب جزء المجيء الجنيني، لكن بدون تقدمه عليه. تدلي الحبل السري الخفي يمكن أن يحدث في حالة تمزق الأغشية أو بقائها سليمة.
- تقديم حبلي: وجود الحبل السري بين جزء المجيء الجنيني والأغشية. في هذه الحالة لا يعبر الحبل فتحة عنق الرحم. في التقديم الحبلي، الأغشية لم تتمزق بعد.

## العلامات والأعراض
أول علامات تدلي الحبل السري تكون عادة انخفاض مفاجئ وشديد في معدل نبض الجنين، ولا يبرأ مباشرة. في تخطيط قلب الجنين، يظهر ذلك عادة على شكل تباطؤ متقلب متوسط إلى شديد الدرجة. أحيانا، يمكن رؤية الحبل أو جسّه أثناء الفحص المهبلي، خصوصا في حالة تدلي الحبل السري الصريح.

## عوامل الخطورة
عوامل الخطورة المصاحبة لتدلي الحبل السري تنقسم إلى نوعين: تلك التي تُصعّب دموج الجنين وملئه لحوض الأم بصورة طبيعية، وتلك التي لها علاقة بتشوّهات الحبل السري. تندرج هذه العوامل أيضًا تحت فئتين أساسيتين: عوامل تلقائية وعوامل علاجية المنشأ (التي تنتج عن تدخل طبي).
- عوامل تلقائية:
  - سوء المجيء الجنيني:[3] اضطجاع الجنين غير الطبيعي ينتج عنه تكوين مساحة فارغة تحت الجنين في حوض الأم، والتي قد يشغلها الحبل بعد ذلك.
  - الاستسقاء السلوي، أو كمية عالية غير طبيعية من السائل السلوي.[3]
  - الولادة المبكرة: غالبا تتعلق بازدياد احتمالية سوء المجيء والاستسقاء السلوي النسبي.[3]
  - وزن ولادة منخفض:[4] عادة يعرف بأنه أقل من 2500جم عند الولادة، مع أن بعض الدراسات تعرفه بأنه أقل من 1500جم.
  - الحمل بتوائم، أو الحمل بأكثر من جنين في وقت واحد:[4] في هذه الحالة، على الأرجح أن يحدث تدلي الحبل السري مع الجنين الذي لا يولّد أولا.
  - تمزق الأغشية التلقائي: حوالي نصف حالات تدلي الحبل السري تحدث في غضون 5 دقائق من تمزق الغشاء، وثلثيها يحدث في غضون ساعة، و 95٪ يحدث في 24 ساعة.[5]
- عوامل علاجية المنشأ:
  - تمزق الأغشية الاصطناعي.[6]
  - وضع مناطر داخلية (مثل: مسرى كهربي داخلي لفروة الرأس، أو قثطار ضغط داخل الرحم).
  - التدوير اليدوي لرأس الجنين.[6]

## التشخيص
عندما ينخفض نبض الجنين فجأة أو يتباطأ، خصوصا بعد تمزق الأغشية، يجب دائما أن تؤخذ احتمالية حدوث تدلي الحبل السري بالحسبان. في حالة التدلي الصريح، يمكن تأكيد التشخيص عن طريق جسّ الحبل السري أثناء الفحص المهبلي. بدون حدوث تدلٍ صريح، يمكن تأكيد التشخيص فقط بعد إجراء عملية قيصيرية، رغم أنه ليس بالضرورة أن يكون تدلي الحبل ظاهرا حتى أثناء العملية.

## المعالجة
إذا كان الحمل قابلا للحياة فالمعيار المرجعي لمعالجة تدلي الحبل السري التوليد الفوري بأسرع الطرق وأكثرها أمانا. يتطلب ذلك عادة إجراء عملية قيصرية، خصوصا إذا كانت المرأة في مخاض مبكر. أحيانا، يتم محاولة إجراء ولادة مهبلية إذا قرر الحُكم العيادي أنها ستكون أسرع أو أكثر أمانا.
الإجراءات الأخرى أثناء معالجة تدلي الحبل تهدف للحد من احتمالية حدوث مضاعفات أثناء التجهيز للولادة. هذه الإجراءات تركز على تقليص الضغط على الحبل لمنع المضاعفات المميتة الناتجة عن انضغاط الحبل. المناورات التالية مستخدمة في الممارسة السريرية: 
- رفع جزء المجيء الجنيني يدويا إلى الأعلى.[5][7]
- إعادة تموضع الأم بحيث يكون الرأس للأسفل مع رفع القدمين.
- ملء المثانة بواسطة قثطار فولي، أو أنبوب عبر الإحليل لرفع جزء المجيء الجنيني إلي الأعلى.[1]
- تم اقتراح استخدام أدوية كبت المخاض (وذلك عادة ما يصاحب ملء المثانة بدلا عن استخدامها كتدخل مستقل).[8]

إذا كانت الأم بعيدة عن الولادة، تجرى محاولة الردّ الحبلي (إعادة الحبل إلى داخل التجويف الرحم يدويا)، وقد نجحت بعض الحالات في ذلك.

## النتائج
الخطورة الرئيسية في حالات تدلي الحبل السري تتمثل في عدم كفاية إمدادات الدم، وبالتالي الأكسجين، إلى الجنين إذا تعرض الحبل للانضغاط. قد يتعرض الحبل للانضغاط إما بسبب ضغط ميكانيكي (عادة بواسطة جزء المجيء الجنيني) أو من تشنج وعائي مفاجئ بسبب انخفاض درجات الحرارة في المهبل مقارنة بالرحم. قد يقود هذا إلى وفاة الجنين أو إلى مضاعفات أخرى. 
تاريخيا، لم يزل معدل وفيات الأجنة في حالات تدلي الحبل مرتفعا، بنسبة 40٪. لكن هذه التقديرات حدثت في سياق ولادات تمت في المنزل أو في خارج المستشفى. عند النظر إلى حالات تدلي الحبل التي حدثت في الولادات التي أجريت في المستشفى وجلسات التوليد، ينخفض المعدل إلى 0-3٪، على الرغم من أن معدل الوفيات يظل أعلى من معدل وفيات الأجنة بدون تدلي الحبل. يرجع الفضل في انخفاض الوفيات في ولادات المستشفى على الأرجح إلى التوفر السريع للعمليات القيصيرة العاجلة. 
تمت دراسة عدة نتائج جنينية أخرى، بما فيها حرز أبغار (تقدير سريع لحالة الوليد الصحية بعد 5 دقائق من الولادة)، ومدة فترة البقاء في المستشفى بعد الولادة. بينما في كلا الحسبتين تأتي النتائج أسوأ للمواليد بعد تدلي الحبل، إلا أن تأثير ذلك غير واضح على المدى البعيد. دراسات أخرى كبيرة نسبيا حاولت حساب تأثيرات تدلي الحبل على المدى البعيد على الأطفال وجدت أنه أقل من 1٪ (1 بين 120 تمت دراستهم) عانوا من إعاقة عصبية رئيسية، وأقل من 1٪ (110 بين 16675) تم تشخيصهم بالشلل الدماغي.

## الوبائيات
تتراوح نسبة حدوث تدلي الحبل السري بين 0.1 - 0.6٪ من جميع الأحمال. بقي هذا المعدل ثابتا عبر الزمن. دراسة حديثة تقدر أن نسبة 77٪ من تدلي الحبل يحدث في الحمل المفرد. في حالة الحمل بتوائم، يحدث تدلي الحبل بشكل أكبر مع الجنين الذي يولّد ثانيا، حيث تبلغ نسبة الحدوث في التوأم الأول 9٪، وتبلغ نسبته في التوأم الثاني 14٪.